# Камфор
Камфор је смоласта материја, бела или безбојна, горког укуса, расхлађујућег и специфично јаког мириса. Представља главни састојак етарског уља камфоровог дрвета (Cinnamomum camphora), високог зимзеленог дрвета које расте у Азији (посебно на Борнеу и Тајвану), а може се наћи и у дрвету -Dryobalanops aromatica}-, џиновском стаблу у шумама Борнеа. По свом хемијском саставу, то је терпеноид са формулом . Јавља се и у неким другим биљкама из фамилије -Lauraceae}-, посебно у јединкама врсте -Ocotea usambarensis}-. Може бити и вјештачки справљено од терпентинског уља. Због свог мириса се користи као зачин (најчешће у индијској кухињи), али и у вјерским обредима и у медицинске сврхе. Раствара се у масним уљима, етарским уљима и етанолу.
Норкамфор је дериват камфора, у којем су три његове метилне групе замијењене водоником.

## Издвајање
Највећи садржај камфора се налази у етарском уљу које се добија дестилацијом коре коријена камфоровог дрвета. То етарско уље садржи око 30-50% камфора. Након дестилације, етарско уље се хлади, при чему се камфор издваја као талог који се од течности одваја центрифугирањем, а преостала количина камфора, која је остала у течном дијелу (не издваја се сав камфор хлађењем), издваја се такозваном фракционом дестилацијом.

## Употреба
Камфор се употребљава у облику раствора и линимената (мазила) за утрљавање код реуматских болова, миалгија, неуралгија. Главна дјеловања камфора су иритантно и антисептично. Раније се користио као стимуланс дисања у облику инјекција или инхалација.
Камфор може изазвати јаку иритацију праћену боловима код дјеце, старијих особа или преосетљивих особа свих животних доба.

## Реакције
Типичне реакције камфора су:
- броминација,

- оксидација са азотном киселином,

- конверзија у изонитрозокамфор.

Камфор се може редуковати у изоборнеол користећи натријум борохидрид.